# 남평읍
남평읍(南平邑)은 전라남도 나주시에 있는 읍이다.

## 개요
남평읍은 광주광역시에서 남동쪽으로 15km 떨어져 있으며 동쪽은 화순군 도곡면, 남쪽은 다도면, 서쪽은 산포면, 북쪽은 광주광역시 남구 대촌동과 각각 인접하고 있다. 중봉산(中峯山), 정광산(淨光山)이 있으며 지석천(砥石川)이 흐르고 있고 광활한 남평평야를 이루고 있다. 남평 문씨의 관향이기도 하다.

## 역사
- 1914년 4월 1일 남평군 군내면(郡內面)과 동촌면(東村面), 저포면(猪浦面)을 나주군 남평면(南平面)으로 합면하였다.[2] (16법정리)

| 구 행정구역                     | 신 행정구역        | 신 행정구역                                            |
| ------------------------------- | ------------------ | ------------------------------------------------------ |
| 남평군 동촌면 일원              | 나주군 남평면 일원 | 광이리, 평산리, 수원리, 남석리, 풍림리, 노동리, 광촌리 |
| 남평군 군내면 일원              | 나주군 남평면 일원 | 서산리, 교원리, 교촌리, 대교리, 동사리, 남평리         |
| 남평군 저포면 일원(고마리 제외) | 나주군 남평면 일원 | 상곡리, 오계리, 우산리                                 |
- 1995년 1월 1일 나주군 등을 나주시로 개편하였다.[3]
- 1995년 3월 1일 남평읍으로 승격하였다.[4]

## 법정리
- 광이리
- 광촌리
- 교원리
- 교촌리
- 남석리
- 남평리
- 노동리
- 대교리
- 동사리
- 상곡리
- 서산리
- 수원리
- 오계리
- 우산리
- 평산리
- 풍림리

## 주거

### 아파트
남평리
- 광신종합건설 나주 남평 광신프로그레스 : 2010년 2월 입주.

동사리
- 양우건설 나주 남평 강변도시 양우내안애 리버시티 1차 : 2018년 2월 입주.
- 양우건설 나주 남평 강변도시 양우내안애 리버시티 2차 : 2018년 9월 입주.

## 교육
- 남평초등학교 (동사리)
  - 광촌분교 (폐교, 광촌리)
- 남평동초등학교 (폐교, 우산리)
- 남평중학교 (동사리)
- 광남고등학교 (교촌리)